# 閉殼肌
閉殼肌（英語：adductor muscles），亦作閉殼筋，是軟體動物門雙殼綱物種上兩條用來把兩側外殼閉合的肌肉。除了雙殼綱物種，還有腕足動物門及節肢動物門甲殼綱也有這種肌肉。
在雙殼綱，不少物種的閉殼肌不單可吃，有些還是重要的食材，例如：江珧蛤的閉殼肌就是江珧柱。
閉殼肌是雙殼綱物種的形態學分類的一個分類條件：不同物種可能會有不同形狀或數量的閉殼肌。